# Bisbe vermell meridional
El bisbe vermell meridional o teixidor vermell
(Euplectes orix) és una espècie d'ocell de la família dels plocèids (Ploceidae) que habita praderies d'herba alta d'Àfrica oriental i Meridional.